# Британське адміралтейство

Прапор лорд-адмірала

Британське адміралтейство (англ. Admiralty) — колишня організація уряду Великої Британії, що відповідала за керівництво Військово-морського флоту. Спочатку мало єдиного керівника — лорд-адмірала.
У 1964 році функції Адміралтейства були передані Адміралтейській раді (Board of Admiralty), частині Ради оборони у складі Міністерства оборони. Нова Адміралтейська рада збирається лише двічі на рік, а щоденне керівництво флотом здійснює Рада військово-морського флоту (Navy Board), яку часто за традицією називають «Адміралтейством». Титул лорд-адмірала зараз належить монарху Сполученого Королівства, проте у флоті залишаються посади віце-адмірала і контр-адмірала.